# Passandra doriai
Passandra doriai is een keversoort uit de familie Passandridae. De wetenschappelijke naam van de soort is voor het eerst geldig gepubliceerd in 1883 door Grouvelle.